# Kulak
Kulakker (russisk: кулак, tr. Kulak; ukrainsk: kуркуль, tr. kurkul; dansk: ~ knytnæve allegorisk påholdende eller opkøber, udbytter, storbonde) var relativt velhavende bønder i det sene Russiske Kejserrige, Russiske SFSR, og tidlige Sovjetunionen. Ordet kulak betegnede oprindeligt uafhængige bønder i det russiske kejserrige, der var blevet velhavende som følge af Stolypin-reformerne, der indførtes i 1906. Betegnelsen kulakker omfattede fra 1918 også bønder, der modsatte sig at overdrage korn til sovjetafdelinger fra Moskva, der skulle sikre forsørgelsen af byerne. Under den Stalin ledede kampagne for kollektivisering 1929-1933, betragtedes "bønder med et par køer eller fem eller seks hektar mere end deres naboer" som "kulakker".
Ifølge den marxistisk-leninistiske teori i det tidlige 20. århundrede var kulakkerne de fattigere bønders klassefjender. Vladimir Iljitj Lenin beskrev dem som "blodsugere, vampyrer, plyndringsmænd og profitmagere, der er blevet fede på bekostning af de fattige bønder og de sultende arbejdere." Målet for den marxistisk-leninistiske revolution var at befri de fattige bønder og landarbejdere ved siden af proletariatet. Hertil kommer, at planøkonomien under den sovjetiske bolsjevisme forudsatte kollektivisering af bedrifter og jord for at tillade industrialisering og omstilling til storstilet landbrugsproduktion. I praksis gennemførte embedsmænd ekspropriation af kulakkernes gårde; Følgen blev Holodomor, en systemskabt hungersnød og folkedrab, der kostede  millioner af mennesker livet i Ukraine. Kulakker, der satte sig til væbnet modværge, blev enten forflyttet, dømt til deportation til arbejdslejre eller dræbt i kamp mod de sovjetiske myndigheder.